# Liparis sasakii
Liparis sasakii är en orkidéart som beskrevs av Bunzo Hayata. Liparis sasakii ingår i släktet gulyxnen, och familjen orkidéer. Inga underarter finns listade i Catalogue of Life.